# Torpedo sinuspersici
Torpedo sinuspersici är en rockeart som beskrevs av Ignaz von Olfers 1831. Torpedo sinuspersici ingår i släktet Torpedo och familjen darrockor. IUCN kategoriserar arten globalt som otillräckligt studerad. Inga underarter finns listade i Catalogue of Life.